# Trượt băng tốc độ tại Thế vận hội Mùa đông 2018 - Xuất phát đồng hàng nam
Nội dung xuất phát đồng hàng nam của môn trượt băng tốc độ tại Thế vận hội Mùa đông 2018 diễn ra vào ngày 24 tháng 2 năm 2018 tại Gangneung Oval ở Gangneung Đây là  lần đầu tiên xuất phát đồng hàng xuất hiện tại Olympic.

## Thể thức
Tại mỗi cuộc thi bán kết sẽ có 12 người. Tám người có thành tích xuất sắc nhất ở mỗi bán kết thi đấu ở chung kết. Mỗi cuộc đua gồm 16 vòng. Ba người dẫn đầu sau vòng đua thứ 16 lần lượt nhận 60, 40 và 20 điểm. Ba người về đích đầu ở mỗi vòng 4, 8 và 12 được nhận lần lượt 5, 3 và 1 điểm (điểm nước rút). Thứ hạng của giải đấu được xác định dựa trên điểm nhận được ở các chặng nước rút, rồi sau đó tới thời gian về đích đối với các vận động viên bằng điểm. Tại Gangneung Oval, độ dài của 16 vòng đua là 5.695,17 m (355,95 m mỗi vòng).

## Kết quả

### Bán kết
| Hạng | Bán kết | Tên                   | Quốc gia    | Điểm | Thời gian | Ghi chú |
| ---- | ------- | --------------------- | ----------- | ---- | --------- | ------- |
| 1    | 1       | Linus Heidegger       | Áo          | 60   | 8:20.46   | Q       |
| 2    | 1       | Andrea Giovannini     | Ý           | 41   | 8:24.41   | Q       |
| 3    | 1       | Shane Williamson      | Nhật Bản    | 20   | 8:25.44   | Q       |
| 4    | 1       | Viktor Hald Thorup    | Đan Mạch    | 5    | 8:34.06   | Q       |
| 5    | 1       | Koen Verweij          | Hà Lan      | 5    | 8:44.90   | Q       |
| 6    | 1       | Lee Seung-hoon        | Hàn Quốc    | 5    | 8:45.37   | Q       |
| 7    | 1       | Olivier Jean          | Canada      | 4    | 8:42.31   | Q       |
| 8    | 1       | Alexis Contin         | Pháp        | 3    | 8:28.70   | Q       |
| 9    | 1       | Haralds Silovs        | Latvia      | 3    | 8:28.93   |         |
| 10   | 1       | Brian Hansen          | Hoa Kỳ      | 1    | 8:34.47   |         |
| 11   | 1       | Fyodor Mezentsev      | Kazakhstan  | 0    | 8:43.26   |         |
| 12   | 1       | Reyon Kay             | New Zealand | 0    | 9:17.99   |         |
| 1    | 2       | Peter Michael         | New Zealand | 60   | 7:55.10   | Q       |
| 2    | 2       | Stefan Due Schmidt    | Đan Mạch    | 40   | 7:55.22   | Q       |
| 3    | 2       | Vitali Mikhailau      | Belarus     | 20   | 7:55.25   | Q       |
| 4    | 2       | Sven Kramer           | Hà Lan      | 6    | 8:24.51   | Q       |
| 5    | 2       | Bart Swings           | Bỉ          | 5    | 8:13.57   | Q       |
| 6    | 2       | Chung Jae-won         | Hàn Quốc    | 5    | 8:17.02   | Q       |
| 7    | 2       | Livio Wenger          | Thụy Sĩ     | 5    | 8:17.17   | Q       |
| 8    | 2       | Joey Mantia           | Hoa Kỳ      | 3    | 8:00.54   | Q       |
| 9    | 2       | Sverre Lunde Pedersen | Na Uy       | 2    | 7:58.65   |         |
| 10   | 2       | Konrad Niedźwiedzki   | Ba Lan      | 1    | 8:24.73   |         |
| 11   | 2       | Ryosuke Tsuchiya      | Nhật Bản    | 0    | 7:55.77   |         |
| 12   | 2       | Wang Hongli           | Trung Quốc  | 0    | 8:00.97   |         |

### Chung kết
| Hạng | Tên                | Quốc gia    | Điểm | Thời gian | Ghi chú |
| ---- | ------------------ | ----------- | ---- | --------- | ------- |
| 1    | Lee Seung-hoon     | Hàn Quốc    | 60   | 7:43.97   |         |
| 2    | Bart Swings        | Bỉ          | 40   | 7:44.08   |         |
| 3    | Koen Verweij       | Hà Lan      | 20   | 7:44.24   |         |
| 4    | Livio Wenger       | Thụy Sĩ     | 11   | 8:13.08   |         |
| 5    | Viktor Hald Thorup | Đan Mạch    | 8    | 7:57.10   |         |
| 6    | Linus Heidegger    | Áo          | 6    | 7:52.38   |         |
| 7    | Vitali Mikhailau   | Belarus     | 1    | 7:53.38   |         |
| 8    | Chung Jae-won      | Hàn Quốc    | 1    | 8:32.71   |         |
| 9    | Joey Mantia        | Hoa Kỳ      | 0    | 7:45.21   |         |
| 10   | Alexis Contin      | Pháp        | 0    | 7:45.64   |         |
| 11   | Shane Williamson   | Nhật Bản    | 0    | 7:46.19   |         |
| 12   | Andrea Giovannini  | Ý           | 0    | 7:46.83   |         |
| 13   | Stefan Due Schmidt | Đan Mạch    | 0    | 7:47.53   |         |
| 14   | Olivier Jean       | Canada      | 0    | 7:49.30   |         |
| 15   | Peter Michael      | New Zealand | 0    | 7:49.33   |         |
| 16   | Sven Kramer        | Hà Lan      | 0    | 8:13.95   |         |